# Magnus Fredriksen
Magnus Fredriksen (* 24. Mai 1997 in Drammen, Norwegen) ist ein norwegischer Handballspieler, der für SønderjyskE Håndbold und die norwegische Nationalmannschaft spielt.

## Karriere
Fredriksen begann seine Profi-Karriere in Norwegen beim Erstligisten Elverum Håndball. Dort spielte der mittlere Rückraumspieler von 2017 bis 2020 und gewann in jeder Saison die norwegische Meisterschaft. Im Jahr 2020 verpflichtete ihn die HSG Wetzlar. In der Saison 2021/22 warf der 24-Jährige 57 Tore in 33 Ligaspielen. Im Sommer 2024 wechselte er zum dänischen Erstligisten SønderjyskE Håndbold.
Fredriksen gab sein Debüt für die norwegische Nationalmannschaft am 5. April 2018 und wurde für den erweiterten Kader für die Handball-Weltmeisterschaft der Männer 2019 ausgewählt.